# IGFBP2
IGFBP2 (англ. Insulin like growth factor binding protein 2) – білок, який кодується однойменним геном, розташованим у людей на короткому плечі 2-ї хромосоми.  Довжина поліпептидного ланцюга білка становить 325 амінокислот, а молекулярна маса — 34 814.
| 10         |  | 20         |  | 30         |  | 40         |  | 50         |
| ---------- |  | ---------- |  | ---------- |  | ---------- |  | ---------- |
| MLPRVGCPAL |  | PLPPPPLLPL |  | LLLLLGASGG |  | GGGARAEVLF |  | RCPPCTPERL |
| AACGPPPVAP |  | PAAVAAVAGG |  | ARMPCAELVR |  | EPGCGCCSVC |  | ARLEGEACGV |
| YTPRCGQGLR |  | CYPHPGSELP |  | LQALVMGEGT |  | CEKRRDAEYG |  | ASPEQVADNG |
| DDHSEGGLVE |  | NHVDSTMNML |  | GGGGSAGRKP |  | LKSGMKELAV |  | FREKVTEQHR |
| QMGKGGKHHL |  | GLEEPKKLRP |  | PPARTPCQQE |  | LDQVLERIST |  | MRLPDERGPL |
| EHLYSLHIPN |  | CDKHGLYNLK |  | QCKMSLNGQR |  | GECWCVNPNT |  | GKLIQGAPTI |
| RGDPECHLFY |  | NEQQEARGVH |  | TQRMQ      |  |            |  |            |

A: Аланін

C: Цистеїн

D: Аспарагінова кислота

E: Глутамінова кислота

F: Фенілаланін

G: Гліцин

H: Гістидин

I: Ізолейцин

K: Лізин

L: Лейцин

M: Метіонін

N: Аспарагін

P: Пролін

Q: Глутамін

R: Аргінін

S: Серин

T: Треонін

V: Валін

W: Триптофан

Задіяний у таких біологічних процесах як регуляція росту, поліморфізм. 
Секретований назовні.